# McLaren Automotive
McLaren Automotive (anteriormente conhecida como McLaren Cars) é uma montadora britânica, criada em 1969 por Bruce McLaren como um fabricante de carros de rua com tecnologia da Fórmula 1. Está sediada na McLaren Technology Campus em Woking, Surrey. Ela produz e fabrica carros esportivos e de luxo, geralmente produzidos internamente em instalações de produção designadas. Em julho de 2017, a McLaren Automotive tornou-se uma subsidiária 100% parte do grupo McLaren.

## História

### McLaren M81 Mustang
A Ford anunciou a formação de uma Operação de Veículos Especiais (SVO) chefiada por Michael Kranefuss em setembro de 1980. O propósito declarado da SVO era "desenvolver uma série de carros de alto-desempenho e de produção limitada e desenvolver a sua imagem através dos esportes motorizados." A Ford apresentou o Mustang McLaren M81 em 1980. O trabalho dos designers Gerstenberger Todd e Harry Wykes, foi fortemente hatchback com bastante potência incluida para fácil adaptação ao dever de corrida. Aparecendo um pouco como carro show na IMSA, a McLaren usava um nariz de grade menor acima de um "spoiler low-riding", além de capô de colher, suspensão customizada (feita principalmente de mistura de componentes pesados), e as de rodas premiadas de liga leve alemãs BBS , usando radiais 225/55R15 Firestone HPR.

### McLaren F1

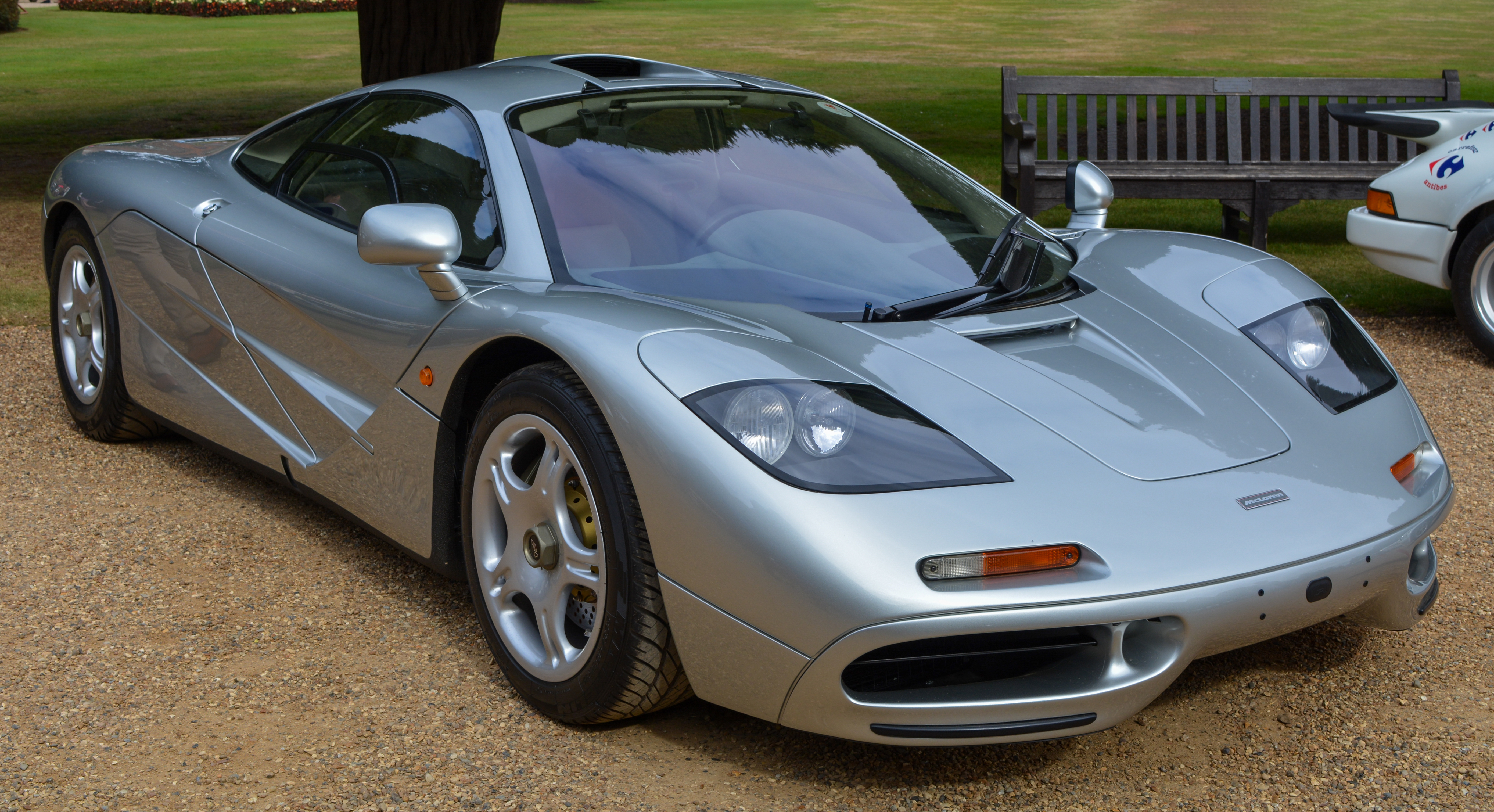
McLaren F1

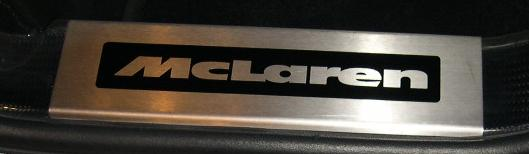
Logotipo McLaren F1

O primeiro carro da empresa foi a McLaren F1, era um supercarro que ia de 0-60 MPH (0-100 km/H) em 3 segundos. Fixado pelo preço de 640.000 libras (cerca de 1.150.000 dólares), foi o carro mais rápido do mundo por muitos anos com uma velocidade máxima de 241 MPH (388 km/H). A F1 tinha três assentos contando com o motorista, situado no meio do carro. O carro foi projetado por Gordon Murray, que também desenhou uma fórmula competitiva de carros de corrida para a McLaren. O cc 6064 (370,0 cu in) motor V12 que produzia 627 cv (468 kW; 636 PS) foi projetado e construído pela BMW. A Produção original da F1 começou em 1992. O modelo LM foi então introduzido em 1995, seguido pelo modelo GT, em 1997. A versão GTR foi construída entre 1995 e 1997. A Produção da McLaren F1 chegou ao fim em Maio de 1998 com uma produção total de 100 carros. Foram produzidas 64 F1 (carro de rua), 5 LM, 3 GT, 9 GTR95, 9 e 10 GTR96 GTR97.

### Maverick
Em 1993, Ron Dennis anunciou a formação da McLaren Advanced Vehicles (MAV) e um ataque à Land Speed Record com o carro supersônico Maverick. Bob Bell foi contratado como diretor técnico do projeto. Para o projeto foi dado um orçamento de 25 milhões de euros. Mas, após o sucesso de Richard Noble e Andy Greené o Thrust SSC, o projeto foi arquivado.

### McLaren Mercedes MP4/98T
Lançado na Austrália no início da temporada 1998 do Grand Prix, a West McLaren Mercedes MP4/98T foi o primeiro carro de Fórmula 1. O carro de corrida original foi projetado por Gordon Murray para espelhar a performance do Grand Prix, em seguida, contemporânea rede e permite que um passageiro, sentado atrás do motorista, para experimentar o poder e a alegria de um carro de Fórmula 1. Segurança e conforto são fundamentais para os critérios de projeto, com base nas forças experiência em um carro de Fórmula 1.
Várias celebridades foram passageiros do carro, incluindo: Max Mosley, Murray Walker, King Juan Carlos e Erja Häkkinen.
- Ano: 1998
- Modelo: McLaren Mercedes MP4/98T
- Chassis: McLaren carbon fibre monocoque
- Ignição: Mercedes-Benz Ilmor FO110G 3.0 litre V10
- Motor: McLaren six speed semi-automatic
- Eletrônicos: TAG Electronics
- Rodas: Enkei
- Peneus: Bridgestone
- Amortecedores: Penske
- Freios: AP Racing
- Embreagem: Sachs
- Combustível e Óleo: Mobil 1
- Adesivos: Loctite
- Radio: Kenwood

### McLaren SLR (P7 Projeto)

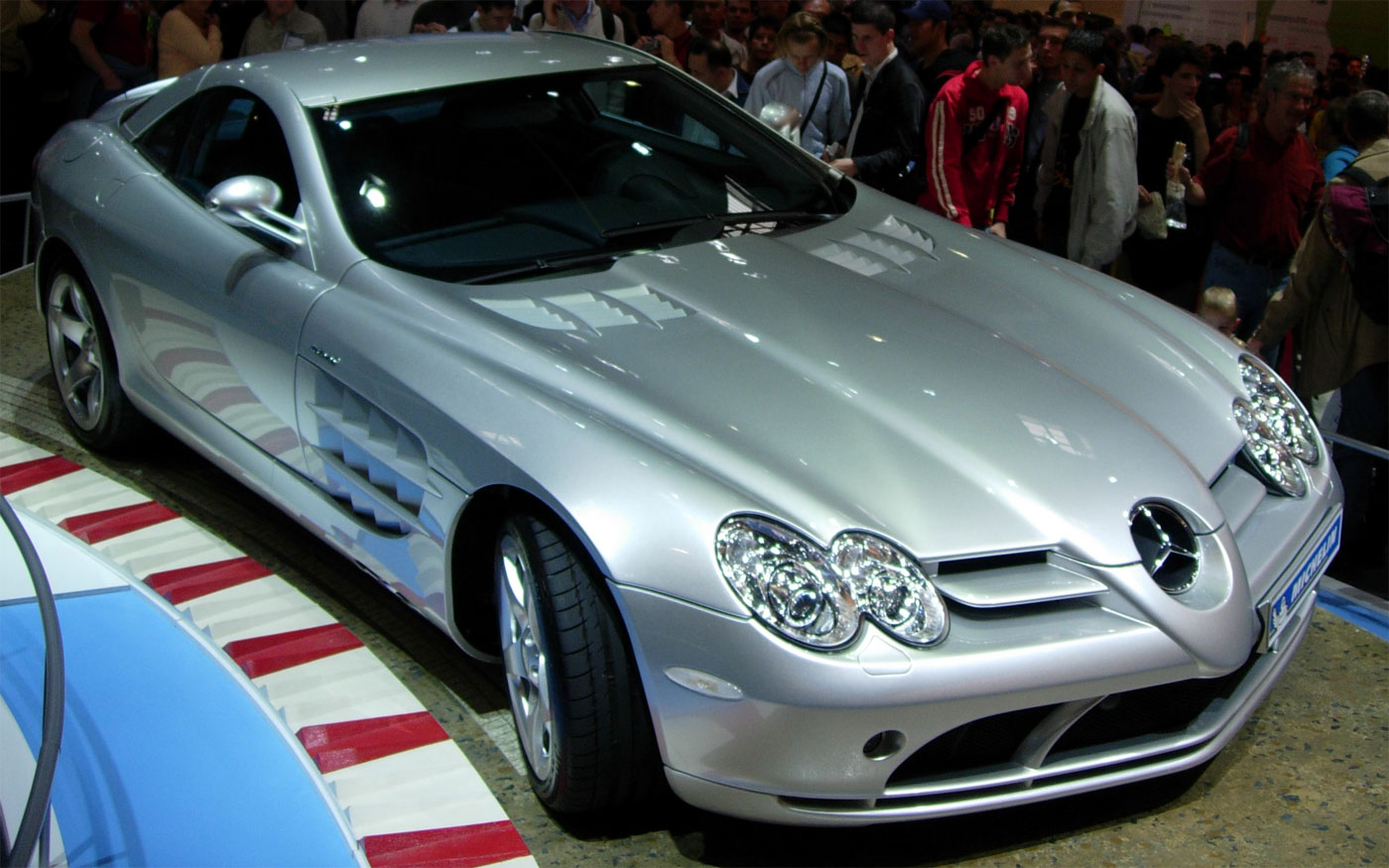
Mercedes-Benz SLR McLaren em setembro de 2004 Paris Motor Show

Em 1999, a McLaren concordou em projetar e fabricar o SLR em conjunto com a Mercedes-Benz. DaimlerChrysler é o acionista maioritário do Grupo McLaren, assim como fornecedora de motores para a McLaren Team Racing através da sua divisão Mercedes-Benz. A fase final de produção da Mercedes-Benz SLR McLaren tem lugar numa linha de montagem original no McLaren Technology Center.
O SLR tem um motor 5,5 litros V8 Supercharged, que produz 626 cv (467 kW; 635 PS). Pode acelerar de 0 a 100 km/h em 3,8 segundos e 0 a 100 160 km/h em 6,3 segundos.

### Projetos cancelados (P8, P9 and P10)
A parceria entre Mercedes-Benz e McLaren resultou em três carros mais a ser proposto. O P9 era para ser um supercarro com motor esportivo mas com um preço mais acessível, o P8 ou "SLS", competindo com carros como o Ferrari F430, o Bentley Continental GT e Aston Martin DB9. Ambos os carros estavam a ser alimentado por aspiração natural com motores V-8. O P10 teria sido uma substituição SLR.
Todos os três carros foram interrompidas em 2005, com a Mercedes rumores de que os projetos considerados simplesmente demasiado caro para se transformar em um caso de negócio sólido, embora Mercedes AMG filial vai produzir o SLS sozinho como o Mercedes-Benz SLS AMG. O carro terá um V8 naturalmente aspirado com mais de 570 cv (430 kW; 580 PS). As vendas na Europa começará a partir de julho de 2010.

## Projetos Futuros

### McLaren MP4-12C (codename P11)
McLaren Automotive começou a desenvolver novos carros esportivos, o MP4-12C, foi divulgado inicialmente como sucessor do McLaren F1. O MP4-12C é alimentado por um motor McLaren M838T de 3,8 litros V8 sob medida com motor turbo duplo e contava com um revolucionário "Carbon MonoCell" chassis de fibra de carbono, o primeiro em um carro de larga produção. O McLaren MP4-12C também possui tecnologia da F1, chamada Pré-Cog. Pré-Cog é o nome dado a um sistema através do qual o condutor pode puxar o paddle shifter para atrás do volante para deixar a transmissão pronto para uma upshift, em seguida, mudar de marcha instantaneamente, uma vez que a pá é totalmente no acelerador. O MP4-12C, cujo projeto foi apresentado em 8 de setembro de 2009, foi lançado em 2011 junto com a nova geração da Ferrari 458 Italia e Lamborghini Gallardo a um preço de 150000 libras no mercado britânico. O modelo teve mais de 3500 unidades vendidas (nas versões cupê e spider) e teve sua produção encerrada 3 anos apos seu lançamento, em 2014. O encerramento da produção se deve ao sucesso de vendas no lançamento do modelo 650S, que é uma versão mais potente, com novo visual e suspensão retrabalhada do MP4-12C.

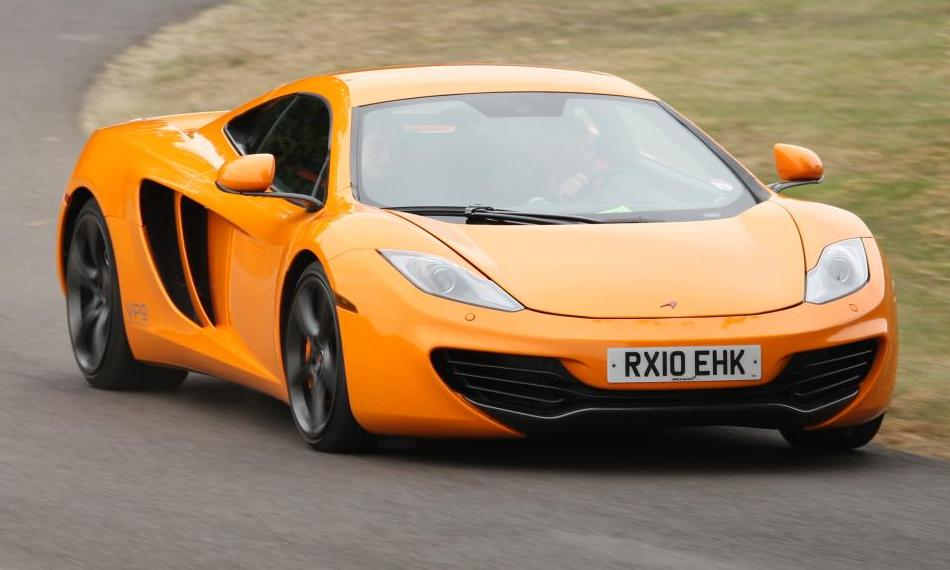
McLaren MP4-12C

### Hypercar (P12) - McLaren P1
Apesar de o MP4-12C ter sido considerado por muitos o sucessor da McLaren F1, o seu real sucessor só veio em 2013, apresentado no Geneva Motor Show, o P1 foi o primeiro hypercarro híbrido do mundo. Inicialmente foi cogitada a produção de 500 unidades, que posteriormente foram reduzidas a 375 unidades, que começaram a ser entregues em outubro de 2013. Seu preço inicial era de 866 000 libras. Como o primeiro hypercarro hibrido do mundo, o P1 conta com um motor 3.8 V8 biturbo que entregam 737 cv de potência e 73,4 mkgf de torque aliados a um motor elétrico de 179 cv e 26,5 mkgf, totalizando os 916 cv do carro, com tamanha potencia o modelo vai em 2,8 segundos de 0 a 100 km/h, 6,8 segundos até os 200 km/h e 16,5 segundos para atingir a barreira de 300 km/h, segundo a fábrica. Sua velocidade final é limitada eletronicamente aos 350 km/h.

### The Baby McLaren (P13)
Na edição n º. 1015 do Auto Express Magazine, havia um artigo sobre um novo McLaren saindo em 2012. Era de esperar que custa cerca de £ 80.000, e tem uma velocidade máxima de cerca de 314 km/h com potência de 450 cv. Informação mais recente sugere que o projeto pode ter sido adiado para meados de 2015, e destina-se como um concorrente direto para o Porsche 911, sugerindo uma possível diminuição dos preços em torno de £ 60.000.

## Referencias
1. ↑  «McLaren encerra produção do MP4-12C». Jornal do Carro - Estadão. Consultado em 8 de fevereiro de 2019
2. ↑  Dunn, Joseph (6 de setembro de 2009). «McLaren MP4-12C: F1's best bits in a road car». London: Times Online. Consultado em 12 de maio de 2010